# Руп, Арт
Арт Руп (англ. Art Rupe, полное имя Артур Н. Руп (Arthur N. Rupe), при рождении Артур Ньютон Голдберг (Arthur Goldberg); 5 сентября 1917, Гринсберг, Пенсильвания — 15 апреля 2022, Санта-Барбара, Калифорния) — американский музыкальный продюсер, бизнесмен.
В 2011 году был принят в Зал славы рок-н-ролла (в категории «Ahmet Ertegun Award for Lifetime Achievement»), в 2007 — в Зал славы блюза.
Как пишет веб-сайт Зала славы рок-н-ролла,
Арт Руп является частью избранного братства первопроходцев музыкального бизнеса, куда входят Сэм Филлипс, Леонард и Фил Чессы, Ахмет Эртегюн, Джерри Векслер и Сид Нейтан. Как основатель Specialty Records, одного ведущих независимых лейблов эры рок-н-ролла, Арт Руп подписал [контракты с] и записал множество легенд  ритм-н-блюза, рок-н-ролла и госпела. [Лейбл] Specialty помог вывести нишевый (ритм-н-блюзовый) рынок в мейнстрим, а также, дав старт карьере Литл Ричарда, разжечь рок-н-ролльную революцию.